# Archiaphyosemion guineense
Archiaphyosemion guineense är en fiskart som först beskrevs av Daget, 1954.  Archiaphyosemion guineense ingår i släktet Archiaphyosemion och familjen Aplocheilidae. IUCN kategoriserar arten globalt som livskraftig. Inga underarter finns listade i Catalogue of Life.